# Camunià
El camunià o llengua camuna és una llengua antiga i extinta, parlada al mil·lenni I abans de la nostra era en algunes valls dels Alps italians (Val Camonica, Valtellina...), i va romandre sense traduir. El seu nom prové dels camuns, que van habitar la Val Camonica en concret durant el bronze final i l'edat del ferro, i que foren els autors de la majoria de les pintures rupestres de la vall.

## Història
Les proves de la llengua parlada pels camuns són escasses i encara resten sense traduir. Entre les pintures rupestres de Valcamonica hi ha inscripcions en camunià.
Emmanuel Anati, especialista en la cultura dels camuns, pensa que es remunta si fa no fa al 2000 abans de la nostra era. Aquesta datació, la reprén Elisa de Vaugüé, que compara dades arqueològiques amb dades genètiques conegudes sobre haplogrups. Proposa que el camunià podria ser una llengua preindoeuropea, tal volta l'origen de la llengua etrusca.
Cap al segle V abans de la nostra era, els etruscs, ja estesos cap a la vall del Po, tingueren contacte amb les poblacions alpines. Es troben rastres d'influència etrusca en l'alfabet camunià, del qual hi ha més de dues-centes inscripcions gravades en roques, que són molt semblants a les inscripcions etrusques del nord.
Cap al segle IV abans de la nostra era, arriben els celtes a la península Itàlica; s'establiren a la vall del Po i entraren en contacte amb la població camuna. Ho demostra la presència, entre els gravats de la Val Camonica, de figures de deïtats celtes com ara Cernunnos.

## Descripció
El camunià només es coneix per un prim corpus epigràfic, gravat entre les figures de l'art rupestre de Valcamonica. Està escrit en una variant de l'alfabet etrusc septentrional, conegut com a alfabet camunià o també alfabet de Sondrio.
S'han trobat més d'un centenar d'inscripcions a la Val Camonica, sobretot amb lletres individuals o petits grups de dos o tres caràcters, normalment associades amb figures de guerrers. Les inscripcions, però, són massa breus per poder-les traduir i, si cal, vincular el camunià a una família lingüística més àmplia.

## Alfabet
Les lletres de l'alfabet camunià, les van estudiar a fons al municipi de Paspardo, i després se'n proposaren transcripcions als alfabets grec i llatí:
- una theta (Θ)
- una phi (Φ)
- una e (E) i sis segments horitzontals

### Transliteració

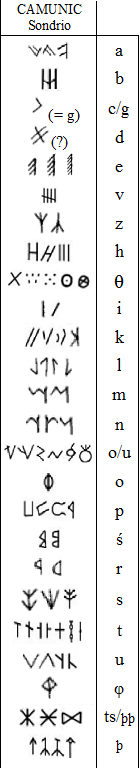
L'alfabet de la llengua camuna

| Glif | Tibiletti Bruno 1992 | Zavaroni 2004 | Martinotti 2009 |
| ---- | -------------------- | ------------- | --------------- |
|      | -                    | A             | -               |
|      |                      | A             | A               |
|      |                      | A             | -               |
|      |                      | B             | B (V?)          |
|      |                      | B             | B (V?)          |
|      |                      | -             | D               |
|      | h                    | D (?)         | -               |
|      |                      | E             | E               |
|      |                      | E             | E               |
|      |                      | E             | E               |
|      |                      | V             | -               |
|      |                      | G             | K (G?)          |
|      |                      | G             | -               |
|      | h                    | H             | J (ii/h/η?)     |
|      | -                    | H             | -               |
|      |                      | I             | I               |
|      |                      | I             | I               |
|      | -                    | K             | K (G?)          |
|      |                      | L             | L               |
|      |                      | L             | L               |
|      |                      | M             | M               |
|      |                      | M             | M               |
|      |                      | N             | N               |
|      |                      | N             | N               |
|      |                      | O             | Φ (Q?)          |
|      | -                    | P             | -               |
|      |                      | P             | P               |
|      |                      | R             | R               |
|      |                      | R             | R               |
|      |                      | S             | χ               |
|      |                      | S             | S               |
|      |                      | S             | S               |
|      |                      | T             | T               |
|      |                      | T             | T               |
|      | -                    | T             | I               |
|      |                      |               | -               |
|      | -                    |               |                 |
|      | -                    | TS -          | -               |
|      |                      | TS -          | χ               |
|      |                      | U - W         | U               |
|      | -                    | U - W         | U               |
|      |                      | Z             | χ               |
|      |                      | Z             | χ               |

## Galeria

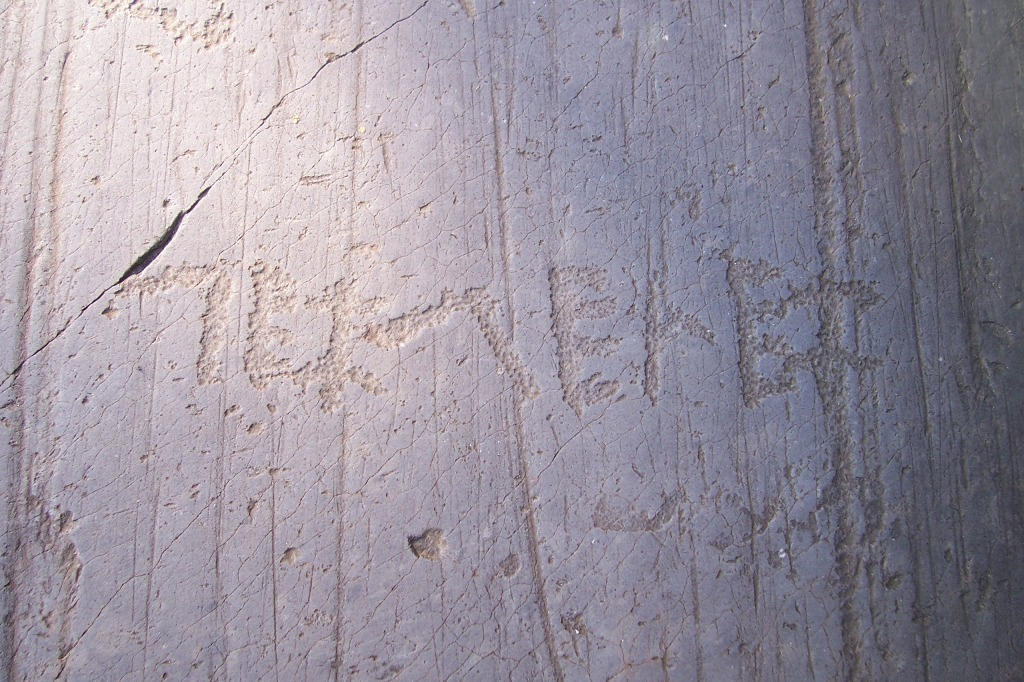
Inscripció de Capo di Ponte (Val Camonica)
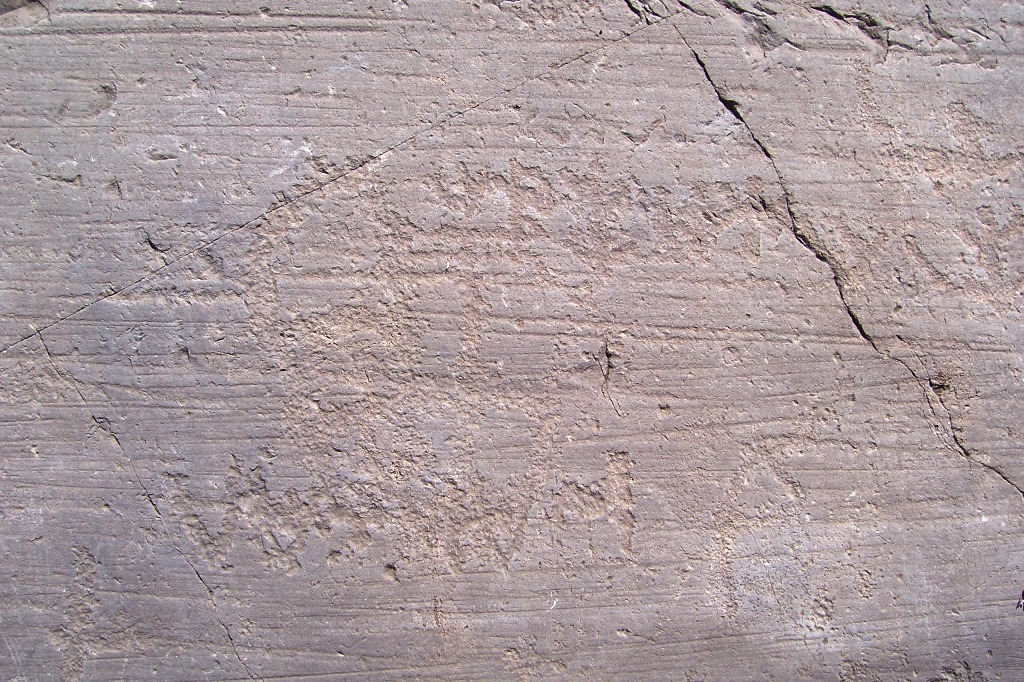
Inscripció de Nadro (Val Camonica)
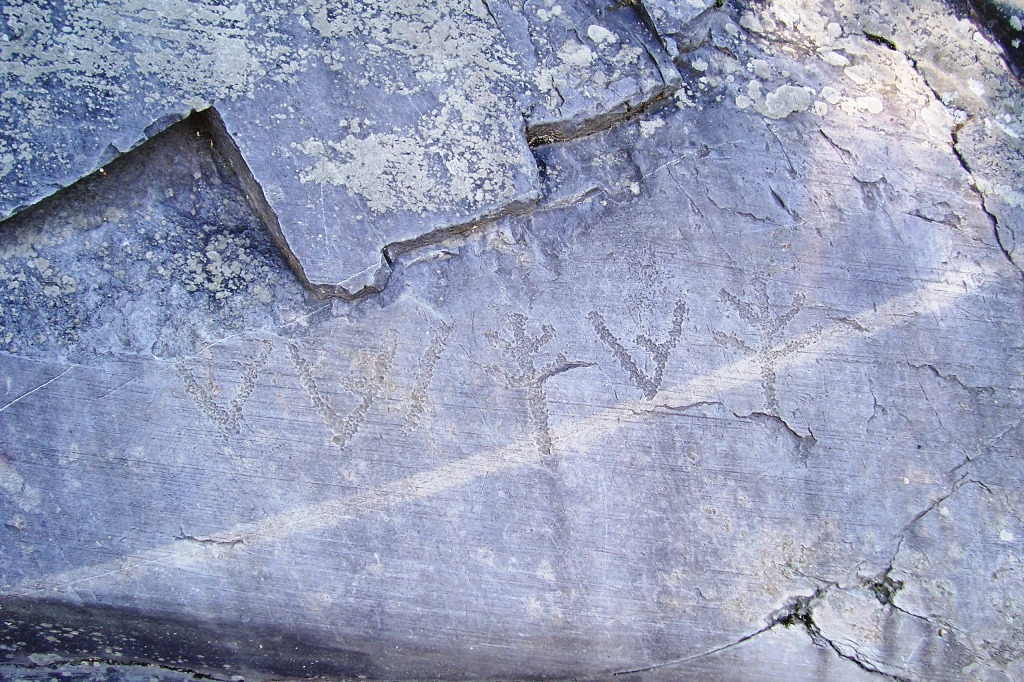
Inscripció de Nadro (Val Camonica)
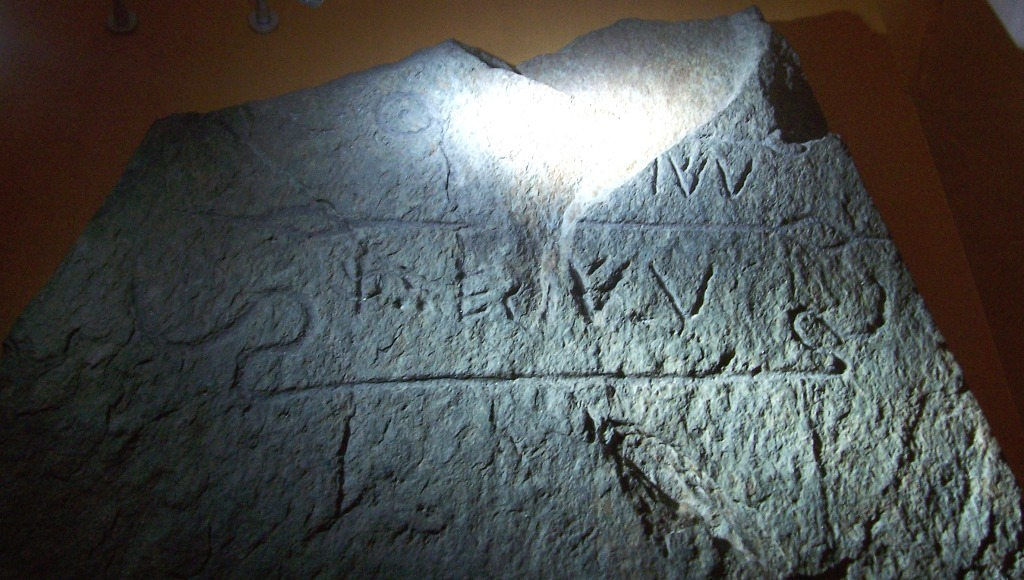
Inscripcions al Museu de Sondrio (Valtellina)